# Летов Триглав
Триглав је породица једноседих високоспособних ваздухопловних једрилица. Састоји се од три једрилице КБ-1 Триглав 1, КБ-2 Триглав 2 и КБ-5 Триглав 3. Прва је направљена 1947., друга 1948. а трећа 1949. године. Све су направљене од дрвета и платна, намењена спортским такмичењима и тренажи једриличара.

## Пројектовање и развој
Републички одбор за спортско ваздухопловство Словеније је 1947. године расписао конкурс за идејни пројект једрилице високе способности која би одговарала лету у алпском подручју. Захтеви конкурса су били: 1. Летење у широком опсегу брзина, 2. велика покретљивост-ефикасно дејство крилаца, 3. повећана стабилност како бочна тако и уздужна, 4. добра прегледност и удобност за пилота, 5. што већа могућа чврстоћа и крутост, 6. што бољи угао планирања и што мање пропадање, 7. једноставна и брза монтажа и демонтажа и 8. лака и једноставна израда (захтеви су формирани према редоследу приоритета). Поред тога једрилица је морала да задовољи све услове Олимпијког комитета прописане за једрилице Олимпијске класе. 
На конкурсу је учествовао студент са Техничког факултета у Љубљани Јарослав Косер са пројектом под шифрованим називом "Караван" и добио прву награду. С обзиром да није могао да сам обави комплетан посао конструисања летелице њему се прикључио такође колега студент Стојан Хроват и њих двојица, са каснијом помоћи читаве групе сарадника су успели за три месеца да заврше пројект. Завод Летов из Љубљане је на основу тог пројекта а под руководством Ф. Шустершића направио прототип који је на пробним летовима показао сасвим добре резултате. Ова једрилица је добила назив "КБ-1 Триглав 1". Готово паралелно са испитивањем прототипа, пројектанти су се бавили његовим побољшањем, тако да је већ следеће 1948. године направљена побољшана једрилица са називом "КБ-2А Триглав 2" која је први пут полетела 12. октобра 1948. и након тестирања а на основу позитивних резултата, ушла у серијску производњу. Укупно је произведено 12 ових једрилица које су успешно коришћене наредних 10 година.
Даље побољшање једрилице се састојало у томе да се елиминишу сви недостатци који су уочени у претходна два прототипа. Питотова цев је премештена на нос једрилице. Све празнине и зарези свели су се на минимум. При изради трупа и крила посебна пажња је посвећена саставима облоге која је била од дрвене лепенке, захтевало се идеалном уклапању сваке плоче. Поклопац пилотске кабине направљена је у облику калоте од плексигласа. Уместо класичног репа, репне површине су направљене у облику латиничног слова (V). Што се тиче крила на њима су направљене следеће измене: Избачена су закрилца јер су прорези на крилима неопходни за њихову уградњу и функционисање били извор знатних отпора. Врхови крила су добили граничнике да би се смањио индуковани отпор. Таласаста површина крила између ребара (делови крила где је облога била од импрегнираног платна) је сведена на минимум технолошком интервенцијом у току израде. Све ово, уз смањење тежине једрилице за 10 kg је довело до тога да је финеса са 26 повећана на 28,4. Пројектанти и произвођачи једрилица су на практичном примеру видели шта се све може учинити на систематском побољшању квалитета једрилице у сваком погледу. Нажалост направљен је само један прототип ове једрилице названа "КБ-5 Триглав 3" која није ушла у серијску производњу али је значајна као експериметална једрилица која је коришћена у Ваздухопловном савезу Словеније са регистарским бројем YU-4022. 

### Технички опис
Овде се даје технички опис једрилице КБ-2А Триглав 2 која је репрезентативан представник ове фамилије једрилице а остале две једрилице ће бити описане оним чиме се разлукују од Триглава 2. Једрилица је комбиноване конструкције дрво и платно. Труп јој је био елипсастог облика обложен оплатом од шпера (полу монокок). На предњем делу трупа је била смештена пилотска кабина са једним удобним заваљеним седиштем и покривана поклопцем од плексигласа из једног дела. Поклопац се отварао унапред а имао је окове који су омогућавали његово лако одбацивање у случају ванредне опасности. Једрилица је била опремљена најосновнијим инструментима за дневно летење, а то су: варијометар, компас, висинометар, брзиномер и показивач нагиба. Као стајни трап овој једрилици је служила скија причвршћена амортизером од тврде гуме на крају клизача био је постављен фиксни гумени точак. На репу једрилице налазила се еластична дрљача.
Форма крила је била равна, док је облик био трапезастог облика са заобљеним крајевима. Самоносећа крила су постављена на средини трупа тако да је летилица била класификована као средњокрилни моноплан. Предња ивица крила је била управна на осу трупа. Носећа конструкција крила је била дрвена са две рамењаче. Главна рамењача је била кутијастог облика док је друга (помоћна) рамењача била од пуног материјала и била је постављена укосо у односу на прву тако да су се на врху крила спајале и чиниле троугласту конструкцију која је знатно повећала крутост целог система. Са предње стране крило је било обложено дрвеном лепенком тако да је са предњом рамењачом чинила снажну торзиону кутију. Излазне ивице крила и управљачке површине пресвучене су импрегнираним платном. Сва најоптерећенија места на крилу су обложена вишеструком шпер облогом. Контрола брзине се остварује помоћу ХС аеродинамичких  кочница. Једрилица КБ-2А Триглав 2 је имала закрилца док остале две Триглав 1 и Триглав 3 нису. Једрилица Триглав 1 је имала диедар 4о а једрилице Триглав 2 и Триглав 3 су имале нешто повећан диедар 4,47о а тиме и повећану бочну стабилност.
Једрилице Триглав 1 и Триглав 2 су имале класичан облик репа, конструкција хоризонталног и вертикалног стабилизатора као и кормила били су изведени као и крило. За разлику од њих Триглав 3 је реп имао у облику латиничног слова V. Све једрилице ове породице су направљене искључиво од домаћих материјала.

### Варијанте једрилица
- КБ-1 Триглав 1 - Пројект реализован 1947. године.
- КБ-2А Триглав 2 - Пројект реализован 1948. године.
- КБ-5 Триглав 3 - Пројект реализован 1949. године.

На основу техничких карактеристика види се да су сва ова три типа у ствари побољшања једне те исте једрилице.

## Карактеристике
Карактеристике наведене овде се односе на једрилице Летов Триглав а према изворима
Техничке и летне карактеристике
| Карактеристике | КБ-1 Триглав 1 | КБ-2А Триглав 2 | КБ-5 Триглав 3 |
| -------------- | --- | --- | --- |
| Финеса         | 1 : 26,3 при брзини 69 km/h | 1 : 26,3 при брзини 69 km/h | 1 : 28,4 при брзини 71 km/h |
| Перформансе    | - максимална брзина 300 km/h - минимална брзина 42 km/h - макс. брзина аеро вуче 130 km/h - макс. брзина витла km/h - мин. пропадање 0,67 m/s при брз.62 km/h               | - максимална брзина 240 km/h - минимална брзина 42 km/h - макс. брзина аеро вуче 130 km/h - макс. брзина витла km/h - мин. пропадање 0,61 m/s при брз.64 km/h                  | - максимална брзина 200 km/h - минимална брзина 42 km/h - макс. брзина аеро вуче 130 km/h - макс. брзина витла km/h - мин. пропадање 0,68 m/s при брз. 65 km/h           |
| Димензије      | - размах крила 15,00m - дужина 6,83m - висина 1,2m - површина крила 13,25m2 - аеропрофил крила Gö 549 NACA M6 - виткост 17 - макс. оптеречење крила; 20,00kg/m2 - диедар 4о | - размах крила 15,00m - дужина 6,83m - висина 1,2m - површина крила 13,25m2 - аеропрофил крила Gö 549 NACA M6 - виткост 17 - макс. оптеречење крила; 19,40kg/m2 - диедар 4,47о | - размах крила 15m - дужина 6,375m - висина m - површина крила 13,52m2 - аеропрофил крила Gö 549 NACA M6 - виткост 17 - макс. оптеречење крила; 19,3kg/m2 - диедар 4,47о |
| Маса           | - сопствена 166,85 kg - носивост 99 kg - полетна 265 kg - водени баланс; нема                                                                                               | - сопствена 167 kg - носивост 90 kg - полетна 257 kg - водени баланс; нема | - сопствена 168 kg - носивост 87 kg - полетна 255 kg - водени баланс; нема                                                                                               |

## Оперативно коришћење
Једрилице Триглав је производио Завод Летов из Љубљане. Укупно је произведено 12 у серијској производњи и 3 прототипа. Серијска производља је почела 1950. и трајала је до краја 1952. године. Након фабричког тестирања, прегледа Савезне комисије за цивилну пловидбу, једрилице су добијале регистрациони број и диструбуиране су Аероклубовима широм Југославије. Прва једрилица је била испоручена Аероклубу Загреб 19. октобра 1950. а последња ВП у Земуну 10. септембра 1952. године. Табеларно је приказан распоред једрилица Триглав по аероклубовима.
| Регистарски број                                            | Аероклуб                                                                      | Регистарски број                                        | Аероклуб                                                                   |
| ----------------------------------------------------------- | ----------------------------------------------------------------------------- | ------------------------------------------------------- | -------------------------------------------------------------------------- |
| - YU-4021 - YU-4024 - YU-4025 - YU-4026 - YU-4027 - YU-4028 | - AK Maribor - AK Novi Sad - AK Sarajevo - AK Zagreb - AK Skoplje - AK Borovo | - YU-4029 - YU-4030 - YU-4031 - YU-4042 - YU-4043 - YU- | - АК Титоград - СВЦ Вршац - АК Београд - ВП Земун - АК Приштина - Непознат |

## Сачувани примерци
Нема података о томе да ли је сачуван неки од примерака неке од ових једрилица.

## Земље које су користиле ову једрилицу
- Југославија